# Метафора
Метафора в реториката (от старогръцки: μεταφορά, метафора̀, „пренасям“, или в реториката – „пренос на смисъла на дума в друга дума“) е стилистично средство, постигано чрез използване на думи в преносен смисъл (напр. „каменно сърце“, „златна нива“, „цепя тишината“ и т.н.)
Най-схематичното определение за метафора е свързване на далечни за обичайната логика понятия (изразени с думи) въз основа на новооткрито сходство между тях. Най-простата форма е „[прилагателно]→[съществително]“, например „Каменно сърце“.
В поезията този похват се използва за постигане на силен емоционален ефект с малко думи. Извън теорията на реториката на метафората се гледа като на по-силния речеви инструмент от аналогията, макар двата тропа да са близки. Ясното им разграничаване следва от факта, че заложеното в метафората твърдение сплита двете категории, докато при сравнението те остават ясно различни.
(Черти на един предмет се пренасят върху друг в основата на прилика свързваща прякото и преносно значение на думите.)

## Примери
- Прехвърляне на човешки черти върху животни или природни явления; свойства на един предмет да се приписват на друг въз основа на подобие или сходство между тях:
  - каменно сърце
  - бясна стихия
  - метафорични епитети:
  - златни ниви
  - горещо сърце
  - дървена глава
  - метафорични глаголи:
  - чупя рекорди
  - цепя тишината
  - вали кротко

Метафората ще бъде сполучлива, ако се съпоставят две реалности, които имат нещо обединяващо ги. Според Аристотел метафората е скрито сравнение, основано на принципа на аналогията.
| „ | „Метафората е средство за опознаване на непознатото, но не по пътя на адекватните понятия, а на приблизителните и приближаващите се образи, които обаче понякога могат да се окажат по-кратък и по-бърз път към познанието и познаването.“ (Паси 1995: 144). | “ |

Квинтилиан използва четиричленна класификация на метафората, която се определя от това дали нейните съставки са живото и мъртвото, духовното и сетивното, одушевеното и неодушевеното:
- живо върху живо: буден поглед, цар на животните;
- живо върху мъртво: песента на колелетата, галещото слънце;
- мъртво върху живо: необуздан гняв, желязно сърце;
- мъртво върху мъртво: стена от куршуми, лунна пътека.

Други примери за метафора са: море от любов; полетя от радост; умря от страх.